# Новое поколение (религиозная организация)
«Новое поколение» (латыш. Jaunā paaudze), иногда «Церковь новое поколение» — религиозная организация, представляющая собой харизматическую (неопятидесятническую) христианскую конгрегацию, основанную в Риге Алексеем Семёновичем Ледяевым.
Движение насчитывает более 200 церквей-представительств в 15 странах мира и базируется в столице Латвии — Риге. По данным на 2000 год, в рядах организации состояло более 6000 человек.

## История
В августе 2021 года Генпрокуратура РФ признала движение «Новое поколение» «нежелательным» на территории России, так как, по мнению Генпрокуратуры, его деятельность «представляет угрозу основам конституционного строя и безопасности Российской Федерации». В России Центры «Нового поколения» действовали под общим названием — Ассоциация некоммерческих организаций «Родина без наркотиков» (АНО РБН).
В 2023 году глава организации Алексей Ледяев заявил о выводе украинского епископата из состава международного Движения «Нового Поколения».
На протяжении своей деятельности «Новое поколение» неоднократно характеризовалось как тоталитарная секта.